# Tverskaja (metrostation Moskou)
Tverskaja (Russisch: Тверская) is een station aan de Zamoskvoretskaja-lijn van de Moskouse metro. Dit station was al opgenomen in het ontwerp van lijn 2 uit 1934. Het is echter pas gebouwd in de jaren 70 van de twintigste eeuw om een overstap op de toen gebouwde lijnen 7 en 9 mogelijk te maken.

## Geschiedenis
In de plannen voor de metro uit 1932 waren aan de Tverskaja-radius twee stations opgenomen tussen het Rode Plein en het Triomfplein. Het ene station zou komen bij het kantoor van de Moskouse Sovjet, het andere onder het Passionajaplein. Het station bij het kantoor van de Moskouse Sovjet, het huidige gemeentehuis, werd geschrapt. In het kader van het Algemeen plan voor de wederopbouw van Moskou werd in 1935 het station Rode Plein vervangen door Sverdlovskaja als onderdeel van het centrale overstappunt van de metro. Het station onder het Passionajaplein, het huidige Poesjkinplein, werd in de herziene plannen gehandhaafd als Gorkovskaja maar niet meteen gebouwd.

## Aanleg
In 1957 werd het station weer in de plannen opgenomen, de aanleg begon echter pas tijdens de bouw van het in 1975 geopende Poesjkinskaja. De gewenste overstap tussen de Zjadanovsko-Krasnopresnenskaja-lijn en de Tverskaja-radius maakte de bouw van het station alsnog nodig. Tverskaja ligt hoger dan Poesjkinskaja, later is nog dieper Tsjechovskaja toegevoegd zodat een driehoek met stations aan drie lijnen ontstond. De overstaptunnel en de roltrapschacht naar de geplande middenhal en perrons werden tegelijk met de bouw van Poesjkinskaja gerealiseerd. Het plan was om twee extra tunnels naast de bestaande te leggen zodat de metrotreinen om de bouwplaats heen zouden rijden. De bouw van een nieuwe schacht naar de nieuwe middenhal was echter niet mogelijk omdat de perrons onder bestaande gebouwen moesten komen en door de geologische omstandigheden werd ook afgezien van het boren van de extra tunnels. De bouw van het station werd dan ook ter hand genomen vanuit Poesjkinskaja en vond plaats terwijl de metrodienst doorliep.
De bouw van station Gorkovskaja doorliep de volgende stappen;
- Aanleg van een derde tunnelbuis tussen de bestaande tunnels ten behoeve van de middenhal.
- Zijgangen boren vanuit de middenhal op de plek van de toekomstige doorgangen
- De zijgangen afwerken met beton tot de toekomstige perronwand
- Verlengen van de zijgangen tot de bestaande tunnelbuizen
- Uitbreken van de ruimte voor de perrons
- Opening van de doorgangen, waterdicht maken van wanden, bouw van perrons en gewelven boven de bestaande tunnels.
- Demonteren van de gietijzeren schachtringen van de bestaande tunnels, aansluiten van de gewelven op de nieuwe tunnelwanden.
- Afwerking en inrichting van het station.

Het station werd op 20 juli 1979 geopend samen met de overstaptunnel naar Poesjkinskaja en de roltrappen naar de gemeenschappelijke verdeelhal aan de noordkant van het perron. Gorkovskaja is het 108e metrostation van Moskou. De overstaptunnel loopt onder het spoor in noordelijke richting en is bereikbaar via de roltrappen in het midden van het station. De zuidwand van de middenhal was gesloten tot in 1981 de aanleg begon van de roltrappen naar Tsjechovskaja aan de destijds in aanbouw zijnde Serpoechovsko-Timirjazevskaja-lijn. De roltrappen verbinden sinds eind 1987 de middenhal met een tussenverdieping waar een tweede groep roltrappen haaks op de eerste de verbinding vormt met de middenhal aan de andere lijn. Op 5 november 1990 werd het station omgedoopt in Tverskaja nadat de bovenliggende straat eveneens was omgedoopt. Naamgever Maksim Gorki is niet helemaal verdwenen want op de tussenverdieping werd een beeld, van de hand van kunstenares V.M. Klykova, van hem geplaatst.

## Architectuur en ontwerp
Het ondergrondse pylonenstation op 42 meter diepte is ontworpen door de architecten R.I. Semerdzjiev, B.I.Tchor, N.J. Sjreter, V.A. Tsjeremin en P. Kirjoesjin. De muren zijn afgewerkt met lichtgrijs marmer en de vloer met rood graniet. Het beeld van naamgever Maksim Gorki werd oorspronkelijk geplaatst bij de zuidwand van de middenhal en bij de aanleg van de roltrappen naar Tsjechovskaja verplaatst.

### Verdeelhal

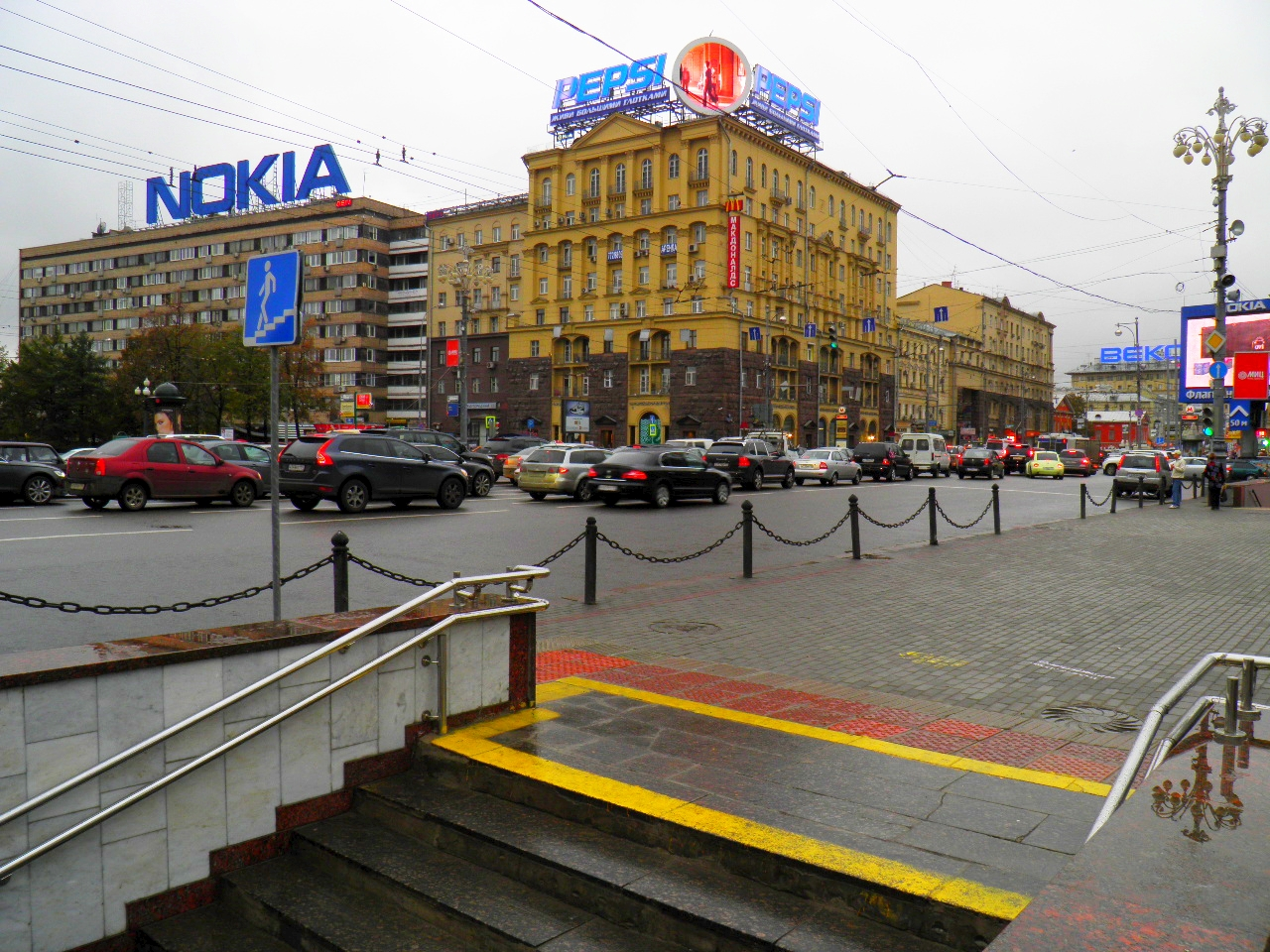
Een van de toegangstrappen
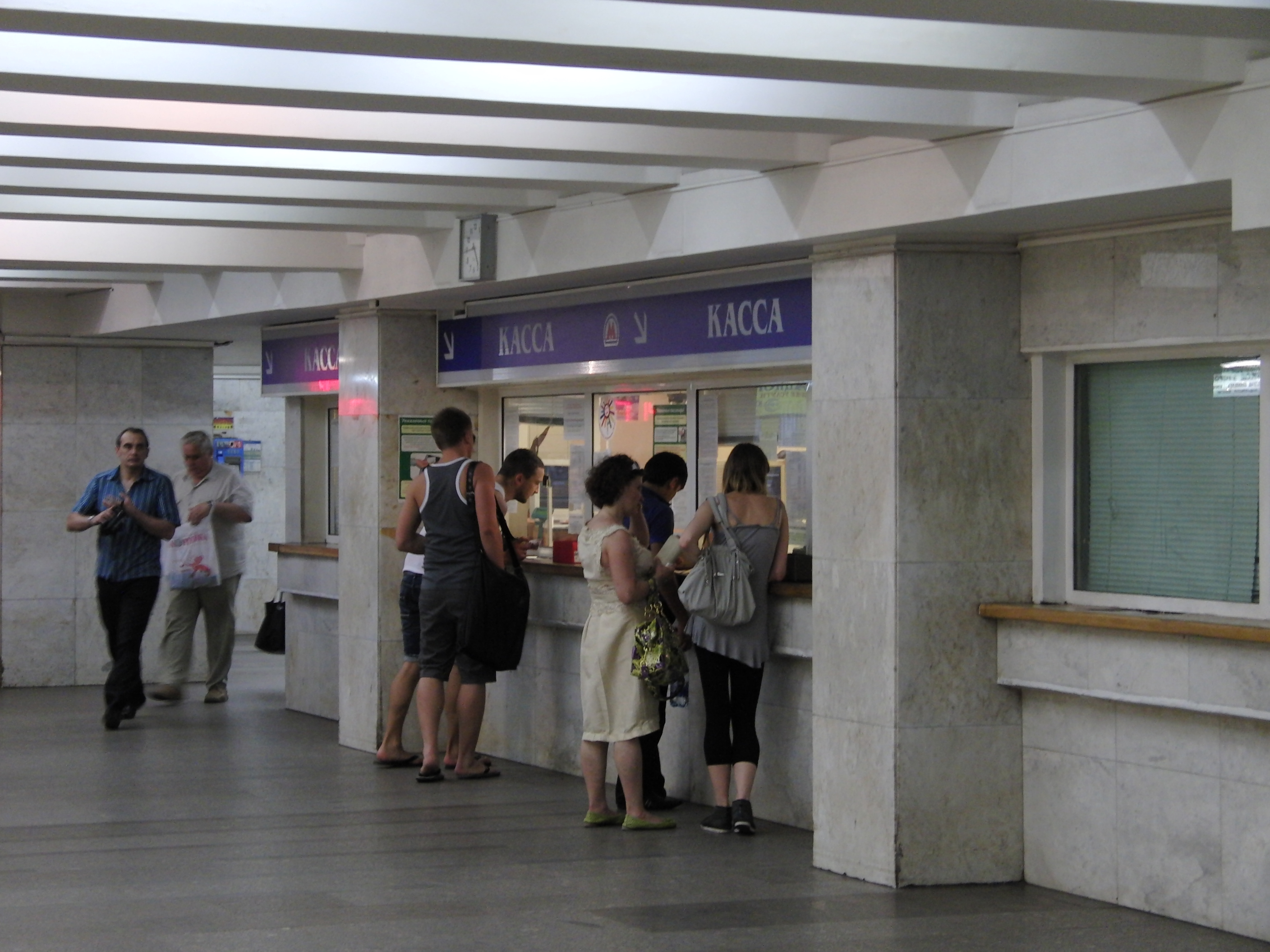
Kaartverkoop in de verdeelhal
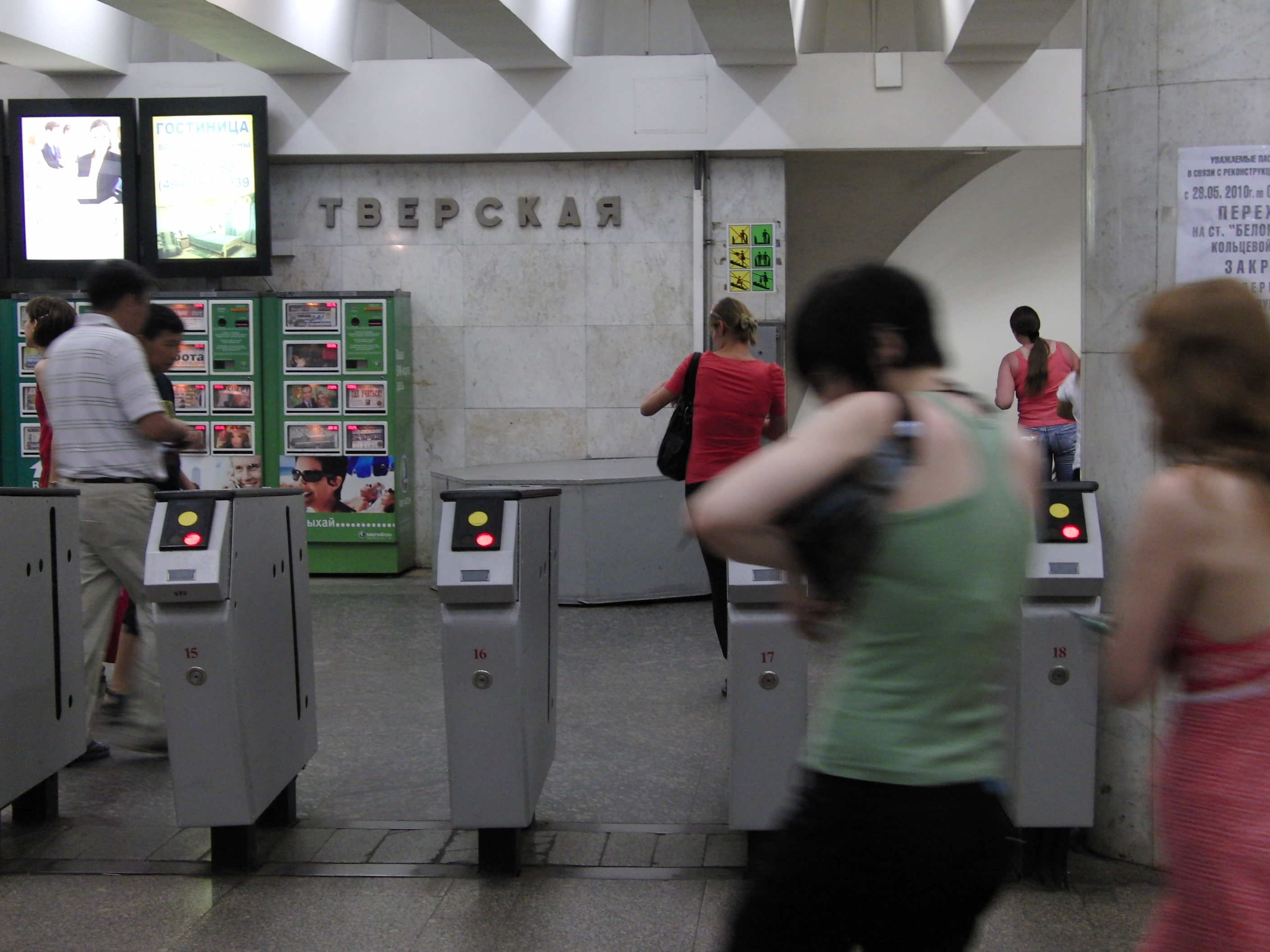
De toegangspoortjes

De gezamenlijke verdeelhal met Poesjkinskaja ligt onder het Poesjkinplein aan de noordkant van beide stations. Deze rechthoekige verdeelhal kent achter de kaartverkoop en de toegangspoortjes een dwarsgang van waaruit de perrons van beide stations met roltrappen bereikt kunnen worden. De drie roltrappen naar Tverskaja uit 1979 zijn 36 meter hoog en van het type LT3. De hal aan de straatzijde heeft aan de ene kant de kaartverkoop met aan weerszijden toegangspoortjes naar de dwarsgang. Aan de zuidkant is een trap die toegang biedt tot een voetgangerstunnel naar diverse trappen rond het kruispunt. In het midden is een ondergrondse toegang tot winkels in de Tverskoj passage alsmede een etalage van dat winkelcentrum. Aan de noordzijde bieden twee zes meter lange roltrappen van het type LT5 toegang tot de kelder van het Izvestiacomplex. De beide delen van de verdeelhal hebben lage plafonds waarbij de dragende balken zichtbaar zijn. Het plafond wordt in de dwarsgang ondersteund door ronde zuilen en aan de straatzijde door vierkante zuilen. De verdeelhal is helemaal afgewerkt met lichtgrijs marmer en de vloer bestaat uit grijze stenen in verschillende tinten. De doorgang naar de Tverskoj passage is bekleed met geeloranje getint marmer.

### Overstappen
Overstappers kunnen via roltrappen in het midden van de middenhal en een verbindingstunnel het perron van Poesjkinskaja bereiken. De verbinding loopt bij Tverskaja onder het spoor door terwijl aan de kant van Poesjkinskaja het perron via een brug over het spoor met de verbindingstunnel is gekoppeld. De verbindingstunnel is geheel afgewerkt in de stijl van Poesjkinskaja en splitst vlak voor de uiteinden in twee gangen voor iedere richting. De overstappers naar Tsjechovskaja kunnen gebruik maken van de roltrappen die aan de zuidkant van de middenhal naar beneden lopen. Deze overstap bestaat uit twee delen van vier 11,8 meter hoge ET-5M roltrappen die in 1987 zijn gebouwd. Op een tussen verdieping halverwege maken de overstappers een haakse bocht om ook bij het andere station in het verlengde van de middenhal uit te komen.

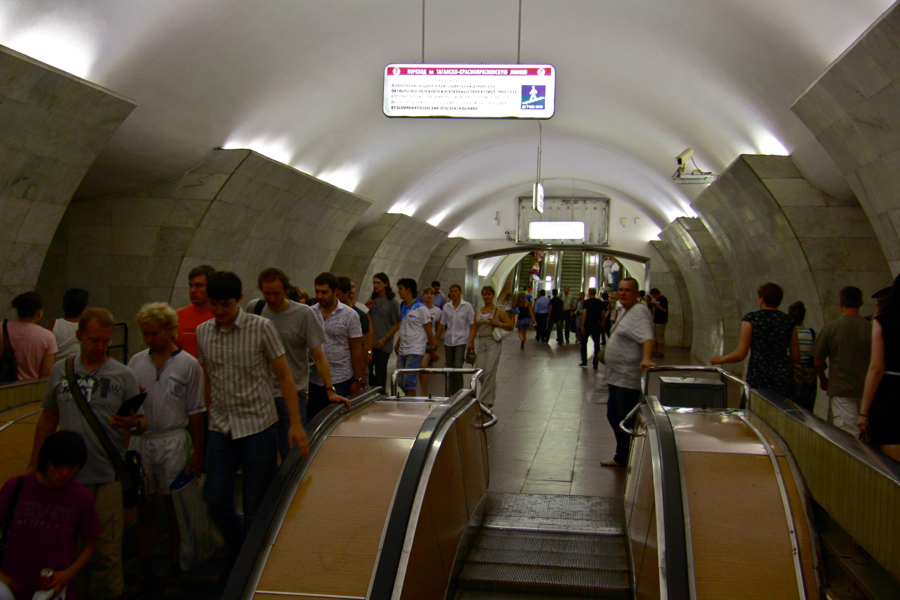
De roltrappen voor overstappers richting Poesjkinskaja.
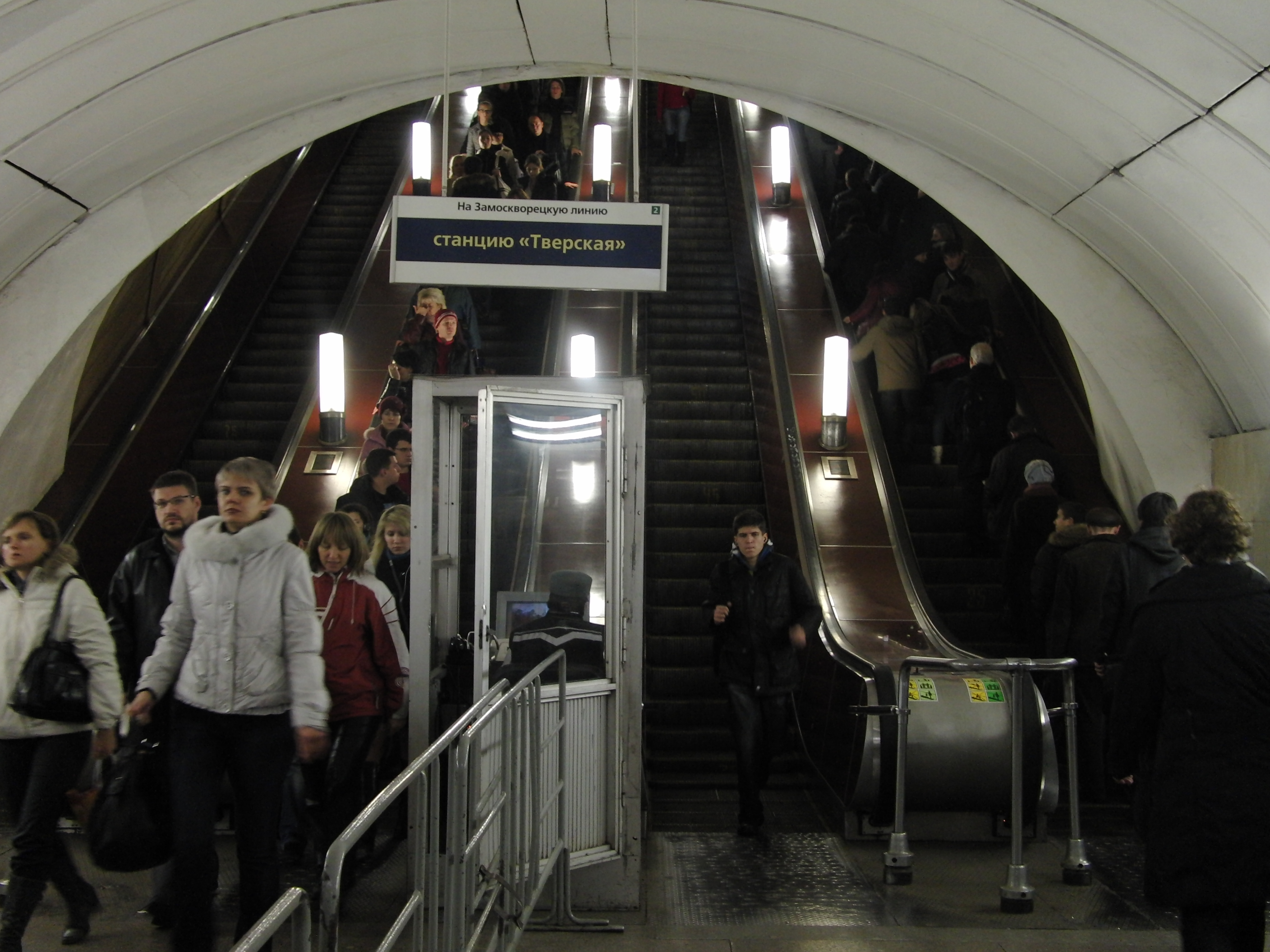
De roltrappen tussen Tverskaja en Tsjechovskaja.
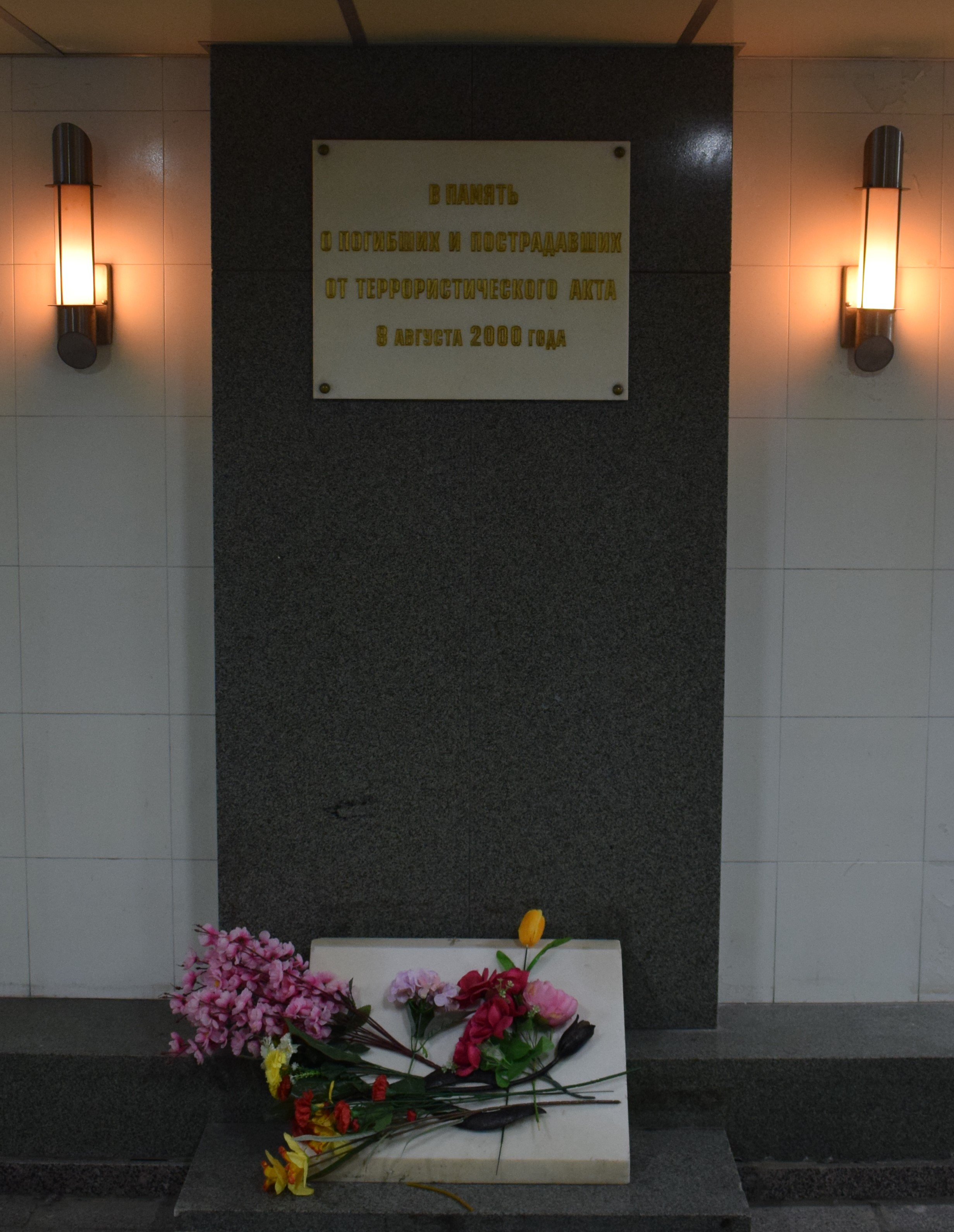
De gedenkplaat voor de slachtoffers van de bomaanslag op 8 augustus 2000

## Aanslag
Op 8 augustus 2000 vond om 17:55 uur een explosie plaats in de ondergrondse passage onder het Poesjkinplein bij de uitgang naar het winkelcentrum "Actor Gallery". Hierbij kwamen dertien mensen om het leven, zeven stierven ter plaatse, zes later in het ziekenhuis, daarnaast raakten 118 mensen gewond. Door de drukgolf werden de meeste winkeltjes in de passage vernield en ook de constructie zelf liep schade op. De zaak werd nooit opgelost en in 2006 werd de strafzaak opgeschort in verband met het overlijden van de verdachten aldus de Moskouse officier van justitie J. Semin. In 2002 werd een gedenkplaat voor de slachtoffers geplaatst.

## Verkeer
Het station opent 's morgens om 5:30 uur en sluit 's nachts om 1:00 uur. In 1999 maakten dagelijks 104.890 personen gebruik van het station en een telling in 2002 registreerde 105.500 instappers en 103.100 uitstappers per dag. De eerste trein richting het centrum vertrekt om 5:40 uur de andere kant op om 5:51 uur.